# Road to Ruin (álbum de The Mr. T Experience)
Road to Ruin es el octavo álbum de estudio de la banda de punk rock estadounidense The Mr. T Experience, publicado en 1998 por Clearview Records. El álbum es un cover en su totalidad del álbum de Ramones Road to Ruin.

## Historia
Al estar muy influenciado por los Ramones, The Mr. T Experience publicó anteriormente una canción sobre ellos llamada «The End of the Ramones» en su EP de 1989 Big Black Bugs Bleed Blue Blood.
The Mr. T Experience realizó una versión de «Road to Ruin», publicado en 1998, entre los álbumes Revenge is Sweet, and So Are You y Alcatraz, marcando la primera aparición de la banda abreviado a MTX en una portada. Fue también el primer álbum desde el lanzamiento en 1988 del álbum Night Shift at the Thrill Factory, en no ser publicado por Lookout Records. Aunque Night Shift at the Thrill Factory, y su predecesor Everybody's Entitled to Their Own Opinion serían relanzados más adelante por Lookout! Records, Road to Ruin lleva la distinción de ser el único álbum que nunca ve un lanzamiento a través del sello.
De acuerdo  con las notas, el álbum fue originalmente lanzado como edición de gira de 300 copias, prensado la mitad azul, la mitad amarilla de mármol de vinilo de 12". La edición de gira original también incluye un fieltro, tela como portada y contraportada, separado en 12". El álbum fue más tarde relanzado en vinilo blanco con una cubierta tipo chaqueta estándar, limitado en un prensaje de 1.700 copias. A la fecha, es el único álbum de The Mr. T Experience en no ser lanzado en disco.
El álbum de uno de los varios covers de los álbum de Ramones lanzado por bandas punk rock en la década de 1990. The Mr. T Experience publicó su versión de Ramones en 1992, un cover completo del primer álbum de Ramones, y en 1994 The Queers publicó Rocket to Russia. Ambas bandas son contemporáneas de The Mr. T Experience, habiendo presentado numerosos shows juntos durante las carreras de cada uno. Más tarde, en 2000, el EP de The Mr. T Experience The Miracle of Shame incluiría otro homenaje a Ramones titulado «Mr. Ramones».

## Lista de canciones
| N.º | Título                                | Escritor(es)              | Duración |  |
| 1.  | «I Just Want to Have Something to Do» | Joey Ramone               |          |  |
| 2.  | «I Wanted Everything»                 | Dee Dee Ramone            |          |  |
| 3.  | «Don't Come Close»                    | Ramones                   |          |  |
| 4.  | «I Don't Want You»                    | Ramones                   |          |  |
| 5.  | «Needles and Pins»                    | Sonny Bono, Jack Nitzsche |          |  |
| 6.  | «I'm Against It»                      | Ramones                   |          |  |
| 7.  | «I Wanna Be Sedated»                  | Joey Ramone               |          |  |
| 8.  | «Go Mental»                           | Ramones                   |          |  |
| 9.  | «Questioningly»                       | Dee Dee Ramone            |          |  |
| 10. | «She's the One»                       | Ramones                   |          |  |
| 11. | «Bad Brain»                           | Ramones                   |          |  |
| 12. | «It's a Long Way Back»                | Dee Dee Ramone            |          |  |

- Datos: Q3938112